# Bahía de la Posesión
Bahía de la Posesión (en inglés: Possession Bay) es una bahía ubicada en la costa norte de la isla San Pedro del archipiélago de las Georgias del Sur. Con sus longitudes de 8 kilómetros de largo por 3,2 km de ancho, que fue descubierto y nombrado por James Cook de 1775, donde aterrizó allí. 
Es el hogar de muchas aves marinas, tales como pato-petrel antártico, Sterna vittata, el cormorán imperial, entre otros, y también mamíferos marinos como elefante marino del sur y los lobo marino sudamericano.